# Diocesi di Saint-Denis-de-La Réunion

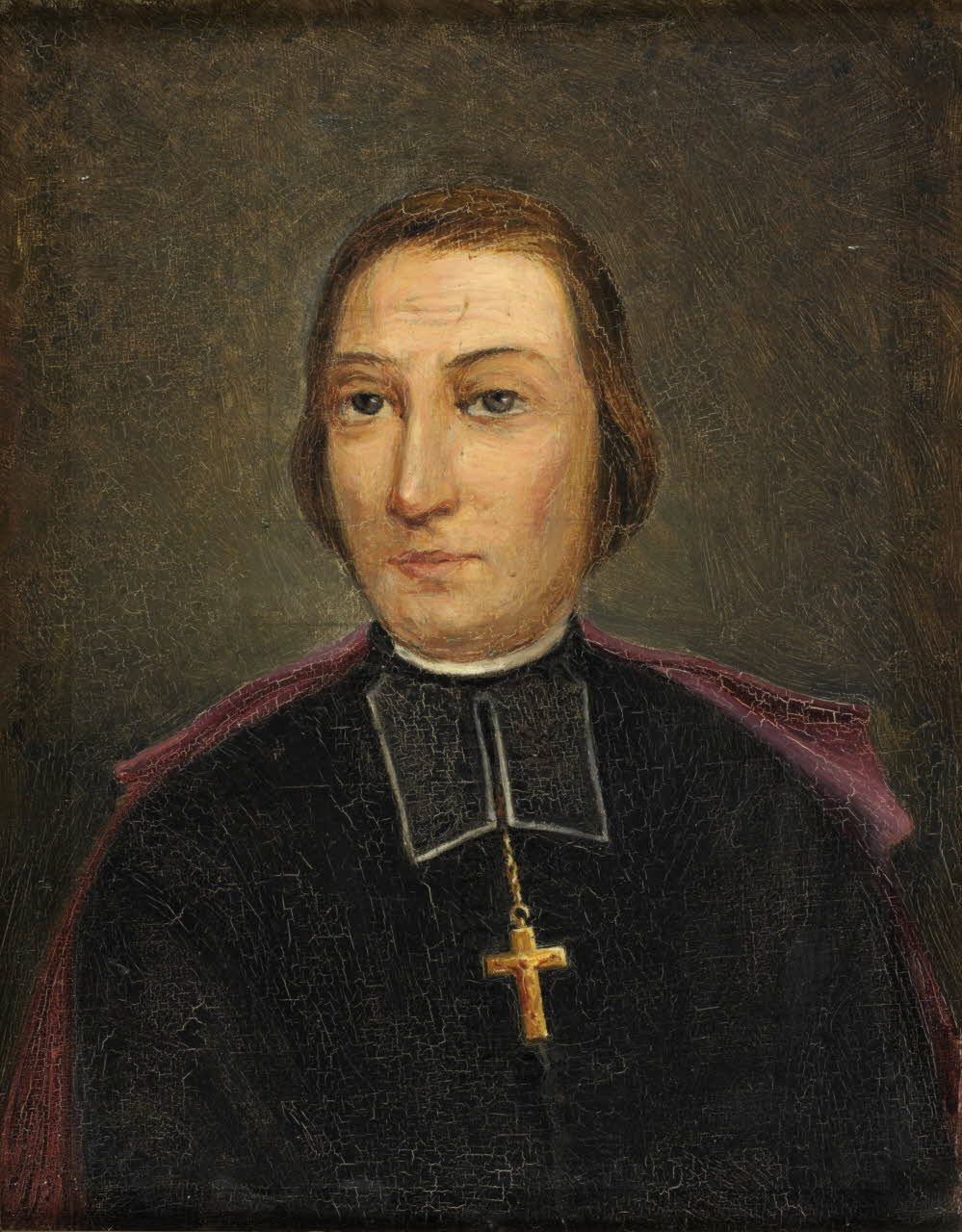
Henri de Solages, prefetto apostolico di Bourbon dal 1829, morto in Madagascar l'8 dicembre 1832.

La diocesi di Saint-Denis-de-La Réunion (in latino: Dioecesis S. Dionysii Reunionis) è una sede della Chiesa cattolica in Francia immediatamente soggetta alla Santa Sede. Nel 2022 contava 689.732 battezzati su 870.870 abitanti. È retta dal vescovo Pascal Chane-Teng.

## Territorio
La diocesi comprende l'isola di Riunione.
Sede vescovile è la città di Saint-Denis-de-La Réunion, dove si trova la cattedrale di San Dionigi.
Il territorio è suddiviso in 73 parrocchie.

## Storia
La prefettura apostolica delle Isole dell'Oceano Indiano fu eretta nel 1712, ricavandone il territorio dalla diocesi di Malacca (oggi arcidiocesi di Singapore). La prefettura aveva giurisdizione, almeno formalmente, sulle isole di Riunione (all'epoca chiamata Bourbon), Seychelles e Mauritius (all'epoca chiamata Isle de France), colonie francesi, a cui si aggiunse nella seconda metà del Settecento anche il Madagascar, benché sporadici furono i tentativi missionari su quest'isola.
Nel dicembre del 1714 i primi lazzaristi, a cui era stata affidata la prefettura apostolica, sbarcarono a Bourbon: erano i padri Daniel Renou, primo prefetto apostolico, Louis Criais, Jacques Houbert e Jean-René Abot, e il fratello laico Joseph Moutardier.
Un breve di papa Benedetto XIV del 6 ottobre 1740 sottomise la prefettura apostolica all'autorità degli arcivescovi di Parigi.
Nel 1772 la residenza della prefettura apostolica fu trasferita dalla Riunione all'isola di Mauritius, a Port Louis, dove era concentrata la maggior parte dell'attività missionaria dei lazzaristi.
In seguito al trattato di Parigi del 1814, Mauritius e le Seychelles divennero parte dei domini coloniali inglesi. Nel 1818 queste isole, assieme a Madagascar, furono scorporate dalla prefettura apostolica e costituirono parte di un nuovo vicariato apostolico, che comprendeva diversi territori coloniali inglesi dell'Africa australe e dell'Oceania (vedi diocesi di Port-Louis e arcidiocesi di Città del Capo). Contestualmente, la prefettura apostolica delle Isole dell'Oceano Indiano mutò il proprio nome in prefettura apostolica di Bourbon.
Da questo momento i prefetti apostolici posero stabilmente la loro residenza alla Riunione. Tra questi si ricorda in particolare Henri de Solages, che per primo tentò una missione in Madagascar, isola che la Santa Sede aveva assegnato ai prefetti della Riunione nel 1829. Nel 1830 de Solages aveva accumulato anche la carica di prefetto apostolico delle Isole dei Mari del Sud, sede che non poté mai raggiungere per la sua prematura morte in Madagascar nel dicembre del 1832.
Nel 1841 cedette l'isola del Madagascar a vantaggio dell'erezione della prefettura apostolica del Madagascar (oggi arcidiocesi di Antananarivo).
Il 27 settembre 1850 è stata elevata a diocesi con la bolla Inter praecipuas di papa Pio IX e ha assunto il nome attuale. Originariamente era suffraganea dell'arcidiocesi di Bordeaux.
Il 26 febbraio 1860 ha ceduto il territorio corrispondente al vasto sultanato di Zanzibar alla prefettura apostolica di Zanguebar, da cui trae origine l'odierna arcidiocesi di Nairobi.
I vescovi di Saint-Denis-de-La Réunion sono membri di diritto della Conferenza Episcopale dell'Oceano Indiano, che raggruppa i vescovi di Comore, Mauritius, Riunione, Mayotte e Seychelles.

## Cronotassi
Si omettono i periodi di sede vacante non superiori ai 2 anni o non storicamente accertati.

### Prefetti apostolici delle Isole dell'Oceano Indiano
- Daniel Renou, C.M. † (1712 - 1721)
- Louis Criais, C.M. † (1721 - 1746)
- Pierre Joseph Teste, C.M. † (1746 o 1747 - giugno 1772 deceduto)
- François Contenot, C.M. † (1772 - 1781)[3]
- André Chambovet, C.M. † (1781 - 1788 dimesso)[3]
- Charles Darthé, C.M. † (1788 - 1793 dimesso)[3]
- Gabriel Durocher, C.M. † (1793 - 16 ottobre 1801 deceduto)[3]
- Pierre Hoffmann † (1806 - 2 novembre 1807 deceduto)[3]
- Emmanuel Gouillart, C.M. † (gennaio 1809 - giugno 1818 dimesso)[3]

### Prefetti apostolici di Bourbon
- Paquiet † (10 luglio 1818 - 3 giugno 1820 deceduto)[4]
- Jean-Louis Pastre † (dicembre 1821 - 1829 dimesso)[4]
- Henri de Solages † (15 agosto 1829 - 8 dicembre 1832 deceduto)[4][5]
  - Sede vacante (1832-1835)
- Pierre Poncelet † (febbraio/marzo 1835 - 1847 dimesso)[4]
  - Sede vacante (1847-1850)

### Vescovi di Saint-Denis-de-La Réunion
- Florian-Jules-Félix Desprez † (3 ottobre 1850 - 19 marzo 1857 nominato vescovo di Limoges)
- Armand-René Maupoint † (19 marzo 1857 - 10 luglio 1871 deceduto)
- Victor-Jean-François-Paulin Delannoy † (6 maggio 1872 - 18 dicembre 1876 nominato vescovo di Aire)
- Dominique-Clément-Marie Soulé † (18 dicembre 1876 - 30 novembre 1880 dimesso[6])
- Joseph Coldefy † (13 maggio 1881 - 18 gennaio 1887 deceduto)
- Edmond-Frédéric Fuzet † (25 novembre 1887 - 19 gennaio 1893 nominato vescovo di Beauvais)
- Jacques-Paul-Antonin Fabre † (19 gennaio 1893 - 26 dicembre 1919 deceduto)
- Georges-Marie de Labonninière de Beaumont, C.S.Sp. † (26 dicembre 1919 succeduto - 23 luglio 1934 deceduto)
- François-Emile-Marie Cléret de Langavant, C.S.Sp. † (10 dicembre 1934 - 21 ottobre 1960 dimesso[7])
- Georges-Henri Guibert, C.S.Sp. † (7 novembre 1960 - 19 febbraio 1975 dimesso)
- Gilbert Guillaume Marie-Jean Aubry (20 novembre 1975 - 19 luglio 2023 ritirato)
- Pascal Chane-Teng, dal 19 luglio 2023

## Statistiche
La diocesi nel 2022 su una popolazione di 870.870 persone contava 689.732 battezzati, corrispondenti al 79,2% del totale.
| anno | popolazione | popolazione | popolazione | presbiteri | presbiteri | presbiteri | presbiteri                | diaconi | religiosi | religiosi | parrocchie |
| anno | battezzati  | totale      | %           | numero     | secolari   | regolari   | battezzati per presbitero | diaconi | uomini    | donne     | parrocchie |
| ---- | ----------- | ----------- | ----------- | ---------- | ---------- | ---------- | ------------------------- | ------- | --------- | --------- | ---------- |
| 1949 | 229.488     | 243.187     | 94,4        | 72         | 31         | 41         | 3.187                     |         | 32        | 334       | 57         |
| 1970 | 420.000     | 440.000     | 95,5        | 111        | 52         | 59         | 3.783                     |         | 107       | 489       | 65         |
| 1980 | 448.000     | 490.000     | 91,4        | 113        | 58         | 55         | 3.964                     |         | 97        | 430       | 69         |
| 1990 | 520.000     | 580.000     | 89,7        | 106        | 58         | 48         | 4.905                     | 1       | 88        | 413       | 75         |
| 1999 | 590.000     | 640.000     | 92,2        | 97         | 52         | 45         | 6.082                     | 7       | 82        | 386       | 75         |
| 2000 | 590.000     | 640.000     | 92,2        | 102        | 55         | 47         | 5.784                     | 13      | 84        | 346       | 75         |
| 2001 | 595.000     | 645.000     | 92,2        | 110        | 58         | 52         | 5.409                     | 13      | 86        | 505       | 75         |
| 2007 | 625.000     | 784.000     | 79,7        | 120        | 53         | 67         | 5.208                     | 1       | 80        | 316       | 56         |
| 2010 | 644.000     | 806.000     | 79,9        | 127        | 65         | 62         | 5.070                     | 19      | 75        | 286       | 71         |
| 2014 | 672.700     | 849.000     | 79,2        | 121        | 57         | 64         | 5.559                     | 22      | 68        | 247       | 72         |
| 2017 | 674.000     | 850.996     | 79,2        | 125        | 53         | 72         | 5.392                     | 24      | 77        | 237       | 72         |
| 2020 | 683.550     | 863.063     | 79,2        | 141        | 54         | 87         | 4.847                     | 29      | 94        | 246       | 73         |
| 2022 | 689.732     | 870.870     | 79,2        | 125        | 52         | 73         | 5.517                     | 26      | 85        | 220       | 73         |